# Sophie Lefèvreová
Sophie Lefèvreová (* 23. února 1981 Toulouse) je francouzská profesionální tenistka. Ve své dosavadní kariéře nevyhrála na okruhu WTA Tour žádný turnaj. V rámci okruhu ITF získala do června 2012 čtyři tituly ve čtyřhře.
Na žebříčku WTA byla ve dvouhře nejvýše klasifikována v září 2003 na 216. místě a ve čtyřhře pak v únoru 2011 na 76. místě. Trénují ji ruská tenistka Marija Kondratěvová a Thibault Soubrie.

## Tituly na turnajích okruhu ITF
| $100,000 tournaments |
| $75,000 tournaments  |
| $50,000 tournaments  |
| $25,000 tournaments  |
| $10,000 tournaments  |

### Čtyřhra (4)
| Č. | Datum          | Turnaj         | Povrch | Spoluhráčka        | Soupeřky ve finále                             | Výsledek       |
| -- | -------------- | -------------- | ------ | ------------------ | ---------------------------------------------- | -------------- |
| 1. | 2. února 2003  | Belfort        | tvrdý  | Kim Kilsdonková    | Liu Nan-Nan Xie Yan-Ze                         | 6:3, 6:3       |
| 2. | 16. dubna 2006 | Jackson        | antuka | Maria Kondratěvová | Seiko Okamotová Ajami Takaseová                | 6:0, 6:3       |
| 3. | 30. dubna 2006 | Cagnes-sur-Mer | antuka | Aurélie Védyová    | Daniela Klemenschitsová Sandra Klemenschitsová | 2:6, 6:4, 7:61 |
| 4. | 19. srpna 2007 | Pensa          | antuka | Agnes Szatmariová  | Mihaela Buzarnescuová Veronika Kapšajová       | 6:1, 6:2       |